# 普魯士的弗蕾德里克公主
普魯士的弗蕾德里克（德語：Friederike von Preußen，1796年9月30日—1850年1月1日），安哈特-德紹公爵夫人，普魯士國王腓特烈·威廉二世的孫女。

## 家庭
1818年，弗蕾德里克與安哈特-德紹公爵利奧波德四世結婚，兩人共有1子2女：
1. 阿格尼絲（1824年—1897年），薩克森-阿爾滕堡公爵夫人
2. 腓特烈（1831年—1904年），安哈特公爵
3. 瑪麗亞·安娜（1837年—1906年）